# 瓦斯希姆
瓦斯希姆（Washim），是印度马哈拉施特拉邦Washim县的一个城镇。总人口62863（2001年）。

## 人口
该地2001年总人口62863人，其中男性32596人，女性30267人；0—6岁人口9162人，其中男4728人，女4434人；识字率69.65%，其中男性为76.30%，女性为62.48%。